# NGC 1454
NGC 1454 – gwiazda znajdująca się w gwiazdozbiorze Erydanu. Skatalogował ją Frank Muller w 1886 roku jako obiekt typu „mgławicowego”. Jej obserwowana jasność to około 15m.